# Gustave Caillebotte

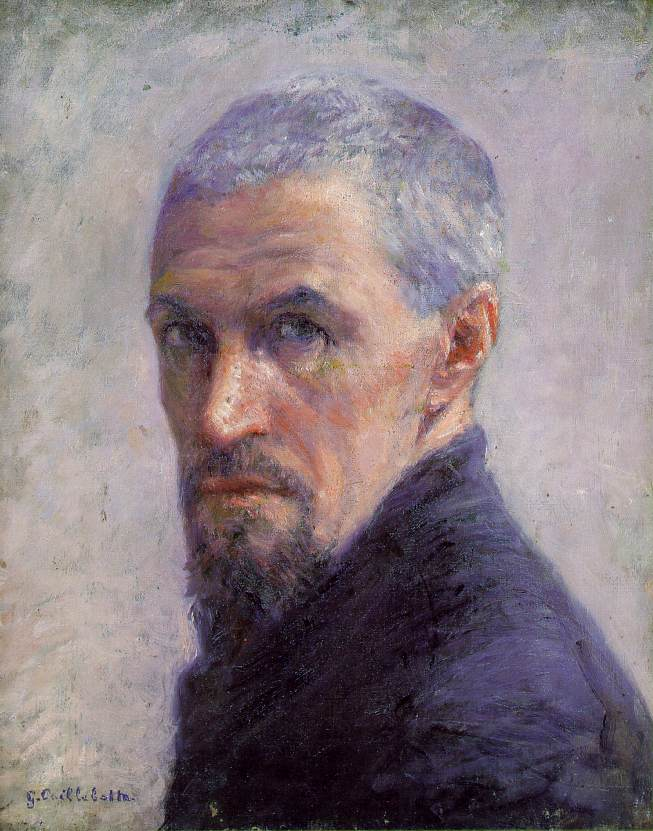
Selbstporträt von 1892

Gustave Caillebotte (* 19. August 1848 in Paris; † 21. Februar 1894 in Gennevilliers, Département Hauts-de-Seine) war ein französischer Maler des Impressionismus, Kunstsammler, Mäzen und Bootsbauer.

## Leben

### Familie

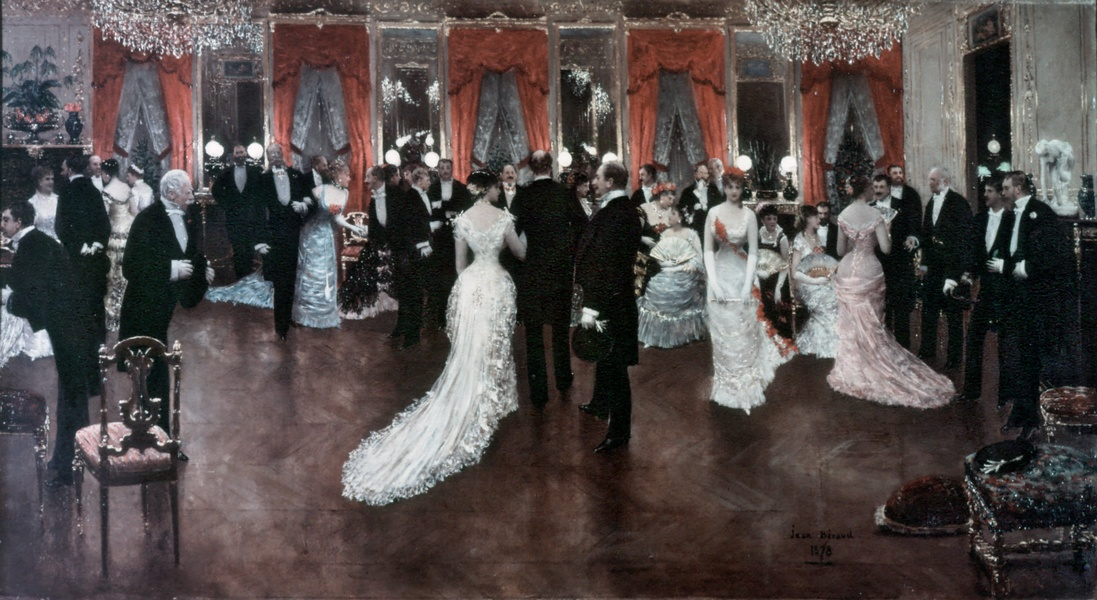
Jean Béraud: Eine mondäne Abendgesellschaft, 1878. Das Bild zeigt einen Empfang im Hause Caillebotte und verdeutlicht die Zugehörigkeit des Malers zum gehobenen Bürgertum

Pierre Caillebotte, der Urgroßvater des Künstlers, stammte aus dem Ort Ger in der Normandie. Nach seiner Hochzeit übersiedelte er nach Domfront, wo er einen Tuchhandel betrieb. Das Geschäft übernahmen zunächst sein Sohn Pierre Caillebotte (Junior) und später sein Enkel Martial Caillebotte (1799–1874), der Vater von Gustave Caillebotte. Dieser ließ sich 1830 in Paris nieder und belieferte das französische Militär mit Betten und Bettwäsche und betrieb eine Großwäscherei – ein lukratives Geschäft, das den Wohlstand der Familie begründete. Ab 1861 arbeitete der Vater darüber hinaus als Richter am Handelsgericht des Départements Seine und erhielt im selben Jahr die Ernennung zum Ritter der Ehrenlegion.
Martial Caillebotte war dreimal verheiratet. Aus der ersten Ehe mit Adèle Zoé Boissière stammen zwei Kinder: die Tochter Léonie, die bereits im Alter von sechs Jahren starb, und der Sohn Alfred (1819–1894), der später als Pfarrer an der Pariser Kirche Notre-Dame-de-Lorette wirkte. Nachdem seine zweite Ehefrau Eugénie le Masquerier im Kindbett verstarb, ehelichte Martial Caillebotte in dritter Ehe am 14. September 1847 Céleste Daufresne (1819–1878), die Tochter eines Zollbeamten aus Lisieux. Aus dieser Ehe ging Gustave Caillebotte, der am 19. August 1848 zur Welt kam, als ältester Sohn hervor, gefolgt von den Brüdern René (1851–1876) und Martial (1853–1910). Die Familie lebte zunächst in der Rue du Faubourg-Saint-Denis, in der sich auch das Familienunternehmen befand. Zudem erwarb der Vater 1852 ein Landgut in Puisieux und ließ 1860 einen komfortablen Landsitz in Yerres errichten. In Paris bezog die Familie 1868 ein neuerbautes Hôtel particulier an der Ecke Rue Miromesnil/Rue de Lisbonne.

### Jugend und Ausbildung

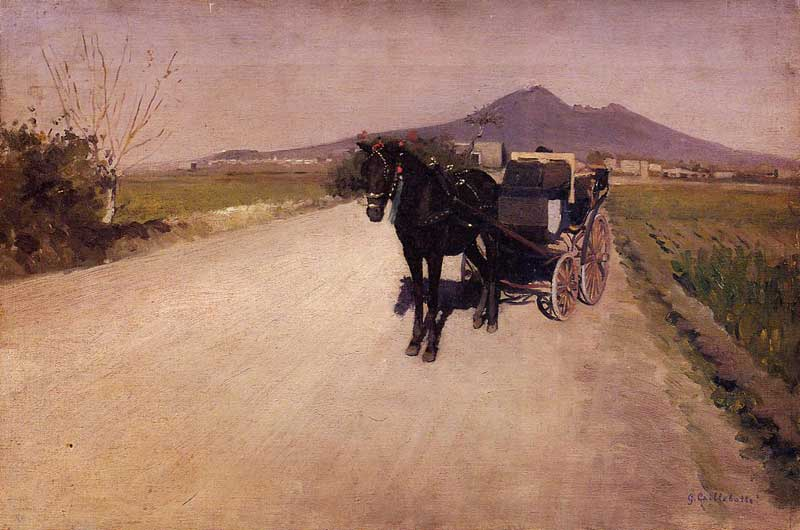
Straße bei Neapel, 1872, eines der frühesten erhaltenen Gemälde des Künstlers

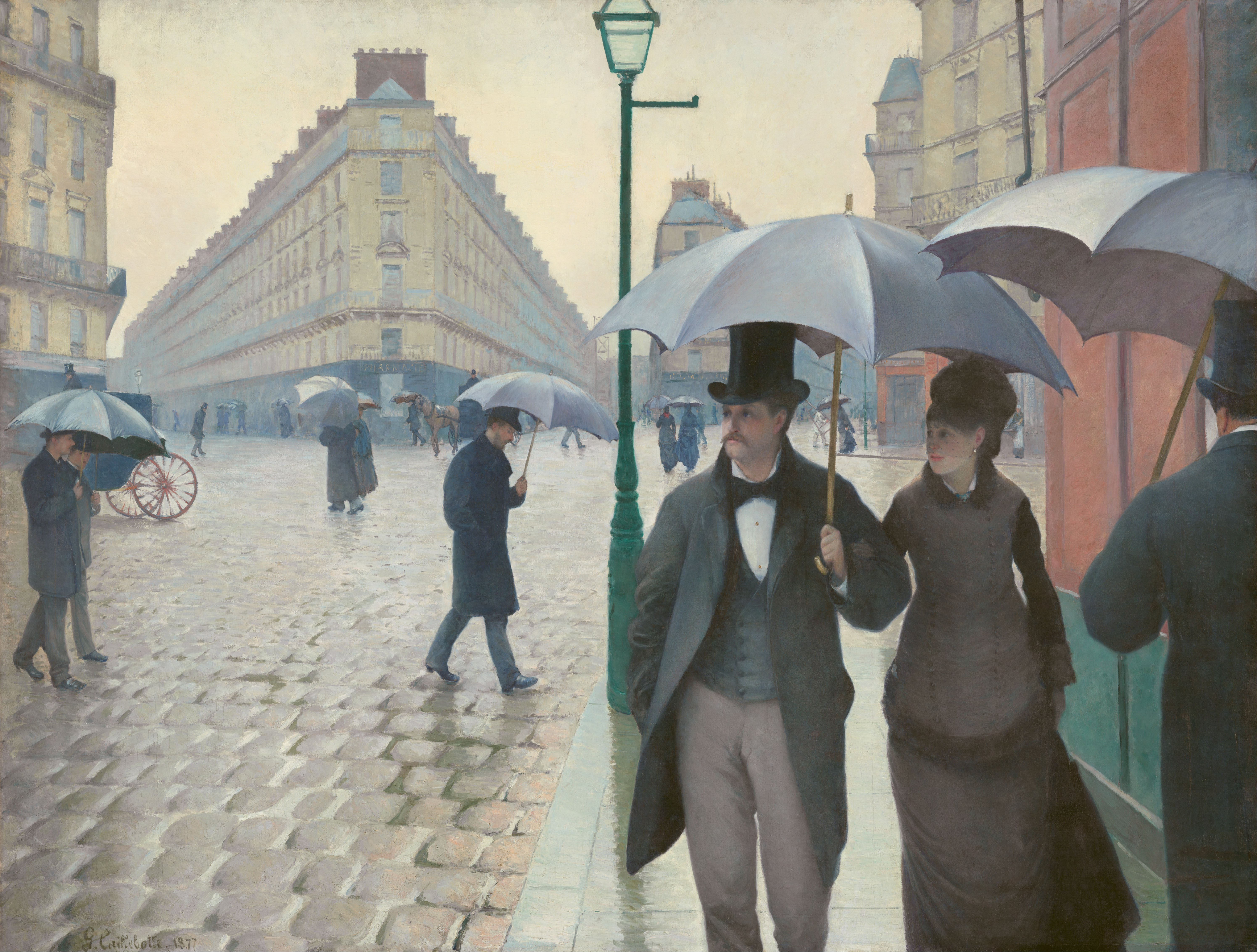
Straße in Paris an einem regnerischen Tag (Rue de Paris, temps de pluie), 1877

Gustave Caillebotte besuchte von 1857 bis 1862 das Internat Lycée Louis-le-Grand in Vanves. Seit seinem zwölften Lebensjahr widmete er sich dem Zeichnen. Wo er die schulische Ausbildung fortsetzte, ist nicht überliefert. Anschließend studierte er Jura und schloss das Studium am 6. Juli 1870 mit der licence en droit ab. Nur wenige Tage später begann der Deutsch-Französische Krieg und Caillebotte wurde zur Garde nationale mobile de la Seine eingezogen. In dieser Einheit leistete er neun Monate seinen Dienst, bis er am 7. März 1871 entlassen wurde. Im selben Jahr bereiste er mit seinen Brüdern Alfred und René Schweden und Norwegen.
1872 folgte eine Reise nach Italien, die Caillebotte zusammen mit seinem Vater unternahm. Hier besuchte er in Neapel den Maler Giuseppe de Nittis und es entstanden Gemälde wie Straße bei Neapel. Dieses Bild gehört zu den frühesten bekannten Gemälden des Künstlers und steht deutlich unter dem Einfluss von de Nittis und zeigt bereits strenge geometrische Linien, die später seine Pariser Stadtansichten kennzeichnen sollten. Im selben Jahr nahm er Unterricht beim Maler Léon Bonnat, um sich auf die Aufnahmeprüfung zur École des Beaux-Arts vorzubereiten. Dort ist er 1873 als Schüler von Jean-Léon Gérôme, Isidore Pils und Alexandre Cabanel im Fach Malerei registriert, nachgewiesen ist aber nur der Besuch der Zeichenklasse von Adolphe Yvon am 18. März desselben Jahres.
Bereits mit 25 Jahren beerbte er seinen Vater. Auf dem geerbten Gut in Yerres entstanden bis 1879 an die 80 Werke. Die finanzielle Unabhängigkeit ließ ihn zu einem wichtigen Unterstützer der Impressionisten werden.
Caillebotte traf Edgar Degas, Claude Monet und Pierre-Auguste Renoir, deren Stil ihn in Teilbereichen auch beeinflusste. So sind seine Landschaftsgemälde stark an Frédéric Bazille angelehnt, während die Porträts mehr an die von Degas erinnern. Zunächst hatte Caillebotte im traditionellen Stil zu malen begonnen. Zwischen 1875 und 1880 glich er seinen Stil dem der Impressionisten an. In seinen Bildern spiegelt sich das Leben in den gutbürgerlichen Wohnvierteln von Paris oder im Sommer auf dem Land.

### Mäzen

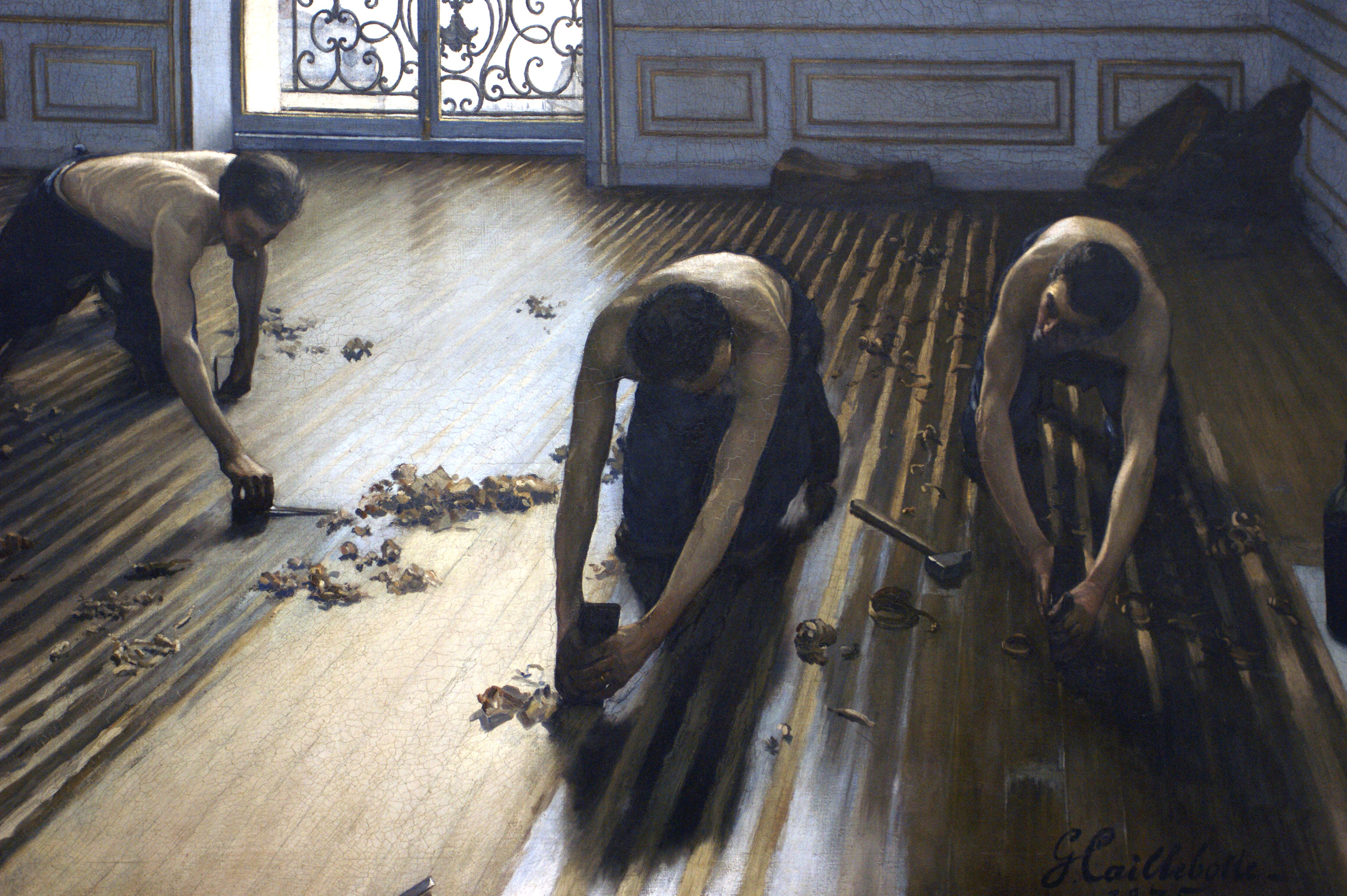
Gemälde Die Parkettschleifer, 1875

Caillebotte half mit, die ersten Ausstellungen der Impressionisten zu finanzieren und zu organisieren. Gleichzeitig malte er selbst an die 500 Bilder und sammelte Werke der zeitgenössischen impressionistischen Kunst. Der Künstler vermachte seine Sammlung dem französischen Staat unter der Bedingung, dass die in der Sammlung enthaltenen Bilder nicht in einem Lager aufbewahrt oder einem Museum der Provinz übergeben würden, sondern vollständig im Louvre oder im Musée du Luxembourg in Paris ausgestellt würden. Aufgrund dieser Bedingung übernahm der Staat nicht alle, sondern nur den größten Teil der Bilder aus der Sammlung. Die Verhandlungen darüber führten Caillebottes Bruder Martial und Pierre-Auguste Renoir.
Die vom französischen Staat angenommenen Werke sind heute als Collection Caillebotte im Pariser Musée d’Orsay zu sehen. Zu den vom Staat akzeptierten Gemälden gehörten Moulin de la Galette, Die Schaukel und Frauenakt im Sonnenlicht von Pierre-Auguste Renoir, Gare Saint-Lazare, Das Frühstück und Regatta in Argenteuil von Claude Monet, Der Balkon und Angélina von Édouard Manet, Die roten Dächer von Camille Pissarro, L’Estaque von Paul Cézanne sowie einige Pastelle von Edgar Degas.

### Segler und Bootsbauer

Roastbeef, ein Boot der französischen 30 m2 CVP Klasse des Cercle de la voile de Paris (Segelkreis von Paris), entworfen und gebaut 1892 von Gustave Caillebotte.

1876 begann Caillebotte, auf der Seine bei Paris zu segeln. Er fuhr bald darauf jeden Sommer an die normannische Küste und beteiligte sich an den Regatten in Le Havre und Trouville. Die Zeitschrift Le Yacht meldete zahlreiche Siege Caillebottes.
Zusammen mit seinem Bruder Martial wurde Gustave 1876 Mitglied im Pariser Segelclub Cercle de la Voile de Paris. 1880 wurde Gustave Caillebotte dessen Vizepräsident und 1881 kauften die Brüder Caillebotte ein Haus in der Nähe des Segelclubs.
Caillebotte setzte sich sowohl für die Malerei als auch für den Segelsport ein. 1882 begann er zudem selbst mit dem Bootsbau und gründete 1885 ein Unternehmen unter dem Namen Chantiers Luce, wo insgesamt 21 Segelyachten nach seinen Entwürfen gebaut wurden. Erstmals führte er bei den traditionellen französischen Kielbooten statt der bisher im Rumpf platzierten Steinballastsäcke einen Außenballast ein. 1889 entwickelte Caillebotte zudem Regattaboote mit einer einheitlichen Segelfläche von 30 Quadratmetern.

### Lebensende
In den 1880er Jahren zog sich Caillebotte auf seinen Landsitz in Petit Gennevilliers zurück. Der Ort liegt am Ufer der Seine gegenüber von Argenteuil, wo einige seiner Impressionisten-Freunde häufig gearbeitet hatten. Als Caillebotte 1894 nur fünfundvierzigjährig an den Folgen eines Schlaganfalls starb, war er ein anerkannter, wenngleich nicht unumstrittener Maler. Ein Großteil seiner Werke befindet sich in Privatbesitz. Das mag dazu beigetragen haben, dass er weniger bekannt ist als andere französische Maler seiner Zeit.

## Rezeption

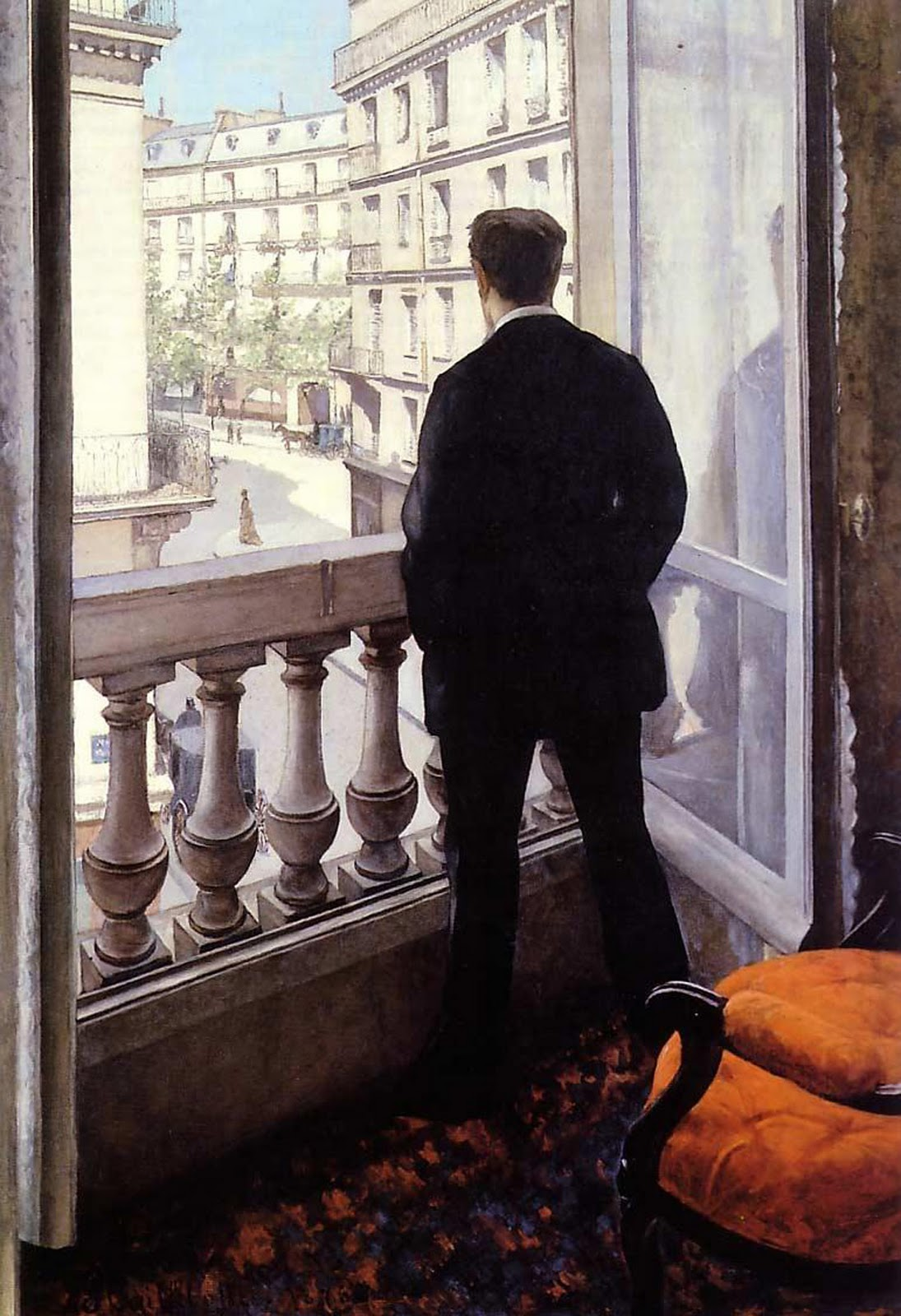
Junger Mann am Fenster (Jeune homme à la fenêtre), 1876

Der deutsche Schriftsteller Hartmut Lange machte das Gemälde Jeune homme à la fenêtre von 1876 zum Gegenstand seiner Erzählung Der Blick aus dem Fenster, die 2015 im Diogenes Verlag, Zürich, im gleichnamig betitelten Erzählungsband veröffentlicht wurde. Darin wird Caillebottes Gemälde beschrieben, zu dem der Protagonist Giselher Reinhardt sagt, dass es vom Zimmer seiner Berliner Wohnung aus mit geöffnetem Fenster einen ähnlichen Ausblick gebe. Abends habe er sogar den Eindruck, dass er, wie auf dem Gemälde von Caillebotte, statt der Autos, die den Platz überqueren, tatsächlich einige Kutschen sehe.

## Werke (Auswahl)

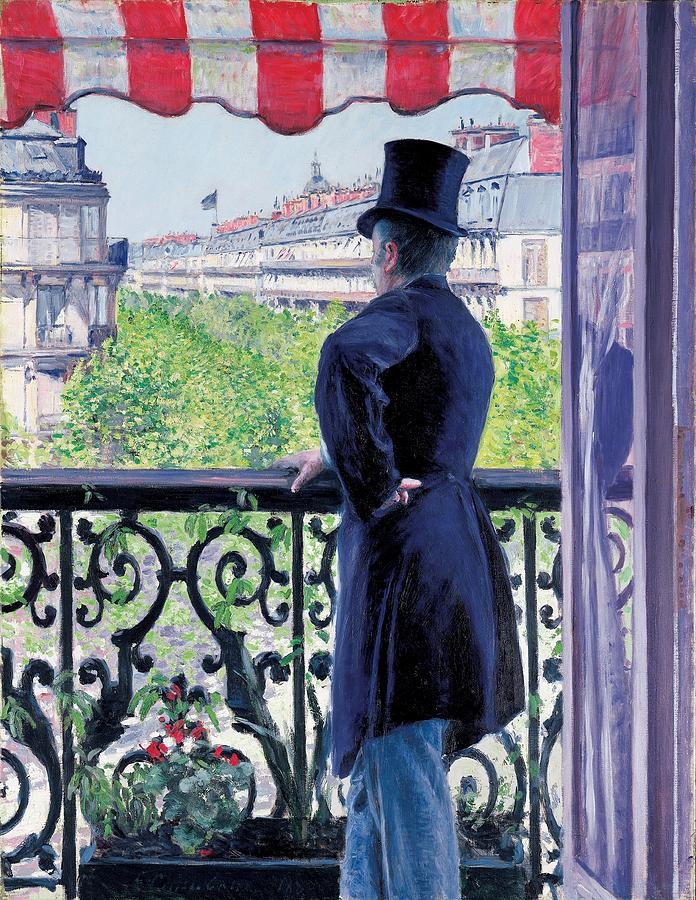
L’homme au balcon, boulevard Haussmann, 1880

- Die Parkettschleifer (Les raboteurs de parquet), 1875
- Junger Mann am Fenster, 1876
- Straße in Paris an einem regnerischen Tag (Rue de Paris, temps de pluie), 1877
- Auf der Europabrücke (Le Pont de L’Europe), 1877
- Verschneite Dächer (Vue de toits (Effet de neige)), um 1878
- Im Café (Dans un café), 1880
- Mann auf dem Balkon, Boulevard Haussmann (L’Homme au balcon, boulevard Haussmann), 1880, im Mai 2000 verkauft bei Christie’s für 14.306.000 $.
- Paar beim Spaziergang (Ansteigender Weg) 1881
- Die Brücke von Argenteuil und die Seine, um 1883–1885

## Ausstellungen
- 2021: Gustave Caillebotte: Impressionniste et moderne, Fondation Gianadda, Martigny
- 2019: Gustave Caillebotte: Maler und Mäzen des Impressionismus[6], Alte Nationalgalerie, Berlin
- 2012/2013: Gustave Caillebotte. Ein Impressionist und die Fotografie, Kunsthalle Schirn, Frankfurt am Main
- 2011: Dans l’intimité des frères Caillebotte – Peintre et Photographe[7], Museé Jacquemart-André, Paris
- 2008: Über das Wasser: Gustave Caillebotte. Ein Impressionist wird wiederentdeckt. Kunsthalle Bremen

## Einzelnachweise

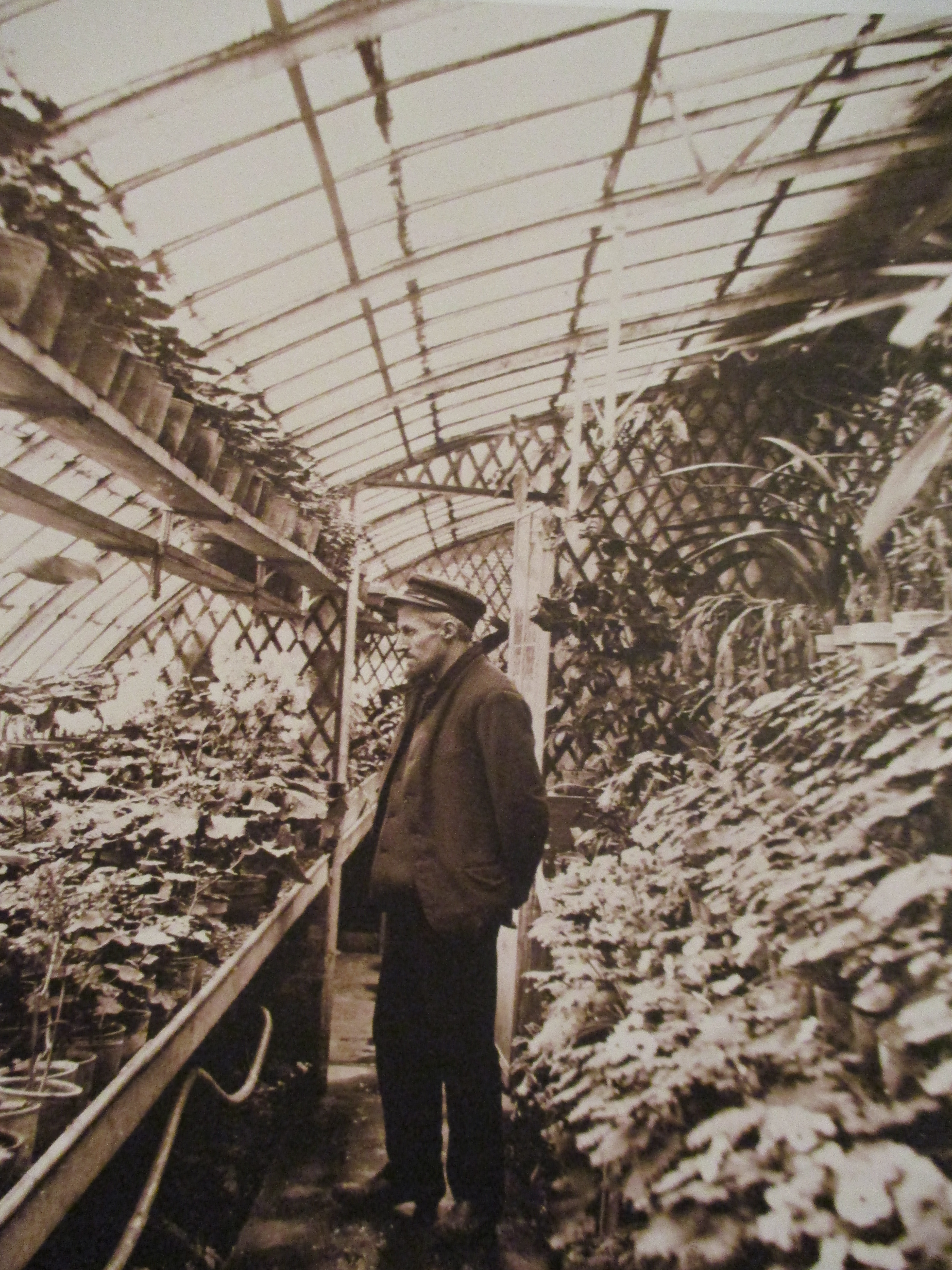
Caillebotte in seinem Gewächshaus (Petit Gennevilliers, Februar 1892).